# 唐手跆拳道
唐手跆拳道（英語：Crush、英国片名Kung Fu Fighting），1972年香港國語电影，由白彪、陈鸿烈、胡茵茵等人主演。

## 演员表
- 白彪
- 陳鴻烈
- 胡茵茵
- 魯俊谷
- 陳浩
- 權永文
- 李鳳蘭
- 韓兌一
- 金基範
- 孔培熙
- 王秀秀
- 裴壽千
- 金永仁
- 趙德名
- 柳映國
- 方秀一
- 南忠一

## 衍生作品
法国导演魏延年于1973年制作电影《辩证法可否用来碎大石？》（法語：La dialectique peut-elle casser des briques ?），以本片内容探讨辩证法和情境主义国际。